# Gnetum pseudopaniculatum
Gnetum pseudopaniculatum là một loài thực vật hạt trần trong họ Gnetaceae. Loài này được Won mô tả khoa học đầu tiên..